# Snöbjörn skald
Snöbjörn skald (Snæbjǫrn skáld) var en isländsk skald verksam under 1000-talets första decennier. Två av hans strofer finns citerade av Snorre Sturlasson i Skáldskaparmál som exempel på god skaldekonst. Dessa dikter är de enda av Snöbjörn som har bevarats.
Vem Snöbjörn var är det inte längre någon som säkert vet. Men namnet, som på norrön tid betydde ”isbjörn”, är så ovanligt att det i det bevarade skriftliga källmaterialet inte finns många personer att välja mellan. Det har därför antagits att Snöbjörn skald skulle ha varit identisk med en viss Snöbjörn Hafnar-Ormsson, tillhörig Eyvind östmannens ätt. I så fall skulle Snöbjörn i denna släkt bli den tionde skalden sedan landtagningen skedde; något som stödjer identifieringen eftersom det framför allt var vissa ätter som var traditionsbärare inom skaldikens område.
Följande 8-rading citeras av Snorre för dess utmärkta exempel på kenningar för hav och vågor:
| Hvatt kveða hrœra Grotta hergrimmastan skerja út fyrir jarðar skauti eylúðrs níu brúðir, | þær er – lungs – fyrir lǫngu liðmeldr skipa hlíðar baugskerðir rístr barði ból – Amlóða mólu. |  |

”Man säger att skärens nio brudar [vågorna] kraftfullt rör om den fientliga ökvarnstenens Grotte [kvarn; havet] utanför jordens ände, de som för länge sedan malde Amlodes skeppsmjöl [sanden]. Ringskadaren [kungen] skär skeppssidans hemvist [havet] med långskeppets stäv.” 
Omnämnandet av den mytiske Amlode är intressant också ur ett sägenhistoriskt perspektiv. Amlodes saga, där namnet latiniserats till Amlethus, berättas av Saxo och plockades senare upp av Shakespeare i dramat Hamlet. Snöbjörns kenning syftar på en episod nämnd av Saxo där Amlode/Amlethus spelar galen och tar några sanddyner för ett härligt vitt mjöl malet på den väldiga kvarnen därute (det vill säga vindens kvarn: havet).